# Uracis
Uracis ist eine Libellengattung der Unterfamilie Brachydiplacinae und wurde 1842 von Jules Pièrre Rambur erstbeschrieben. Das Verbreitungsgebiet erstreckt sich vom Süden Mexikos bis in den Südosten Brasiliens.

## Merkmale
Uracis-Arten sind Mittelgroße Libellen und werden 28 bis 40 Millimeter groß. Die Farbgebung des Abdomens ausgefärbter Männchen ist meist bläulich mit gräulich-weißem Überzug. Der Teil des Thorax, an welchem die Flügel ansetzen, der sogenannte Pterothorax ist gräulich, nimmt aber mit dem Alter den gleichen bläulichen Farbton wie das Abdomen an.
Die Flügel sind bis auf bräunlich eingefärbte Flügelspitzen durchsichtig. Es kann auf Grund von Polymorphie auch vorkommen, dass die Flügel braune Bänder tragen. Die Postfrons ist ebenso wie die Vertex schwarz. Auf der Vertex befinden sich zudem noch zwei Tuberkel, die eine Unterscheidung zu Ypirangathemis-Arten ermöglichen. Ähnlich wie bei Vertretern von Erythrodiplax, Nannothemis, Pseudoleon und Ypirangathemis ist das letzte Segment der vesica spermalis lang und zylindrisch.

## Systematik
Die Gattung wurde erstmals 1842 anhand der Libellula imbuta durch Rambur eingerichtet.
Folgende Arten gehören zur Gattung Uracis:
- Uracis fastigiata
- Uracis imbuta
- Uracis infumata
- Uracis ovipositrix
- Uracis reducta
- Uracis siemensi
- Uracis turrialba